# ז
La zayn o zayin es la séptima letra del hebreo. Equivale a la letra fenicia zai (𐤆). En gematría, representa el número siete.

## Escritura
En hebreo moderno, la frecuencia del uso de zayin es 0,88%, un uso relativamente menor comparado al de otras letras.
| Variantes ortográficas | Variantes ortográficas | Variantes ortográficas | Variantes ortográficas | Variantes ortográficas |
| Fuentes impresas       | Fuentes impresas       | Fuentes impresas       | cursiva hebrea         | Escritura Rashi        |
| Serif                  | sans-serif             | monoespaciado          | cursiva hebrea         | Escritura Rashi        |
| ---------------------- | ---------------------- | ---------------------- | ---------------------- | ---------------------- |
| ז                      | ז                      | ז                      |                        |                        |

## Pronunciación
La zayin representa el sonido de la consonante fricativa alveolar sonora (/z/). Este sonido no se pronuncia como la Z española sino con el sonido que tiene la Z en otros idiomas, como en el inglés zoo.
Cuando la zayin lleva un apóstrofo, la combinación ז׳ (zayin seguido de un geresh), se pronuncia como fricativa postalveolar sonora (/ʒ/) similar a la jota catalana (jornada, jardín) o francesa, por ejemplo en el nombre del escritor y político  זְאֵב זַ׳בּוֹטִינְסְקִי - Zeev Jabotinsky.

## Simbolismo

#### Valor numérico (gematría)
En gematria, zayin representa el número siete, y cuando se usa al comienzo de los años hebreos significa 7000 (es decir זתשנד en números sería la fecha futura 7754).

#### Usar en el rollo de la Torá
Zayin, además de ʻayin, gimel, teth, nun, shin y tzadi, es una de las siete letras que reciben una corona especial (llamada tagin) cuando se escriben en un sefer torá (rollo de la torá).

#### Significado como sustantivo
En hebreo bíblico zayin זין, significa " espada ", y su verbo derivado lezayen (לזיין), significa "armar". En hebreo moderno en cambio, zayin זין, significa " pene" y lezayen (לזיין) es un término vulgar que generalmente se utiliza para decir el acto sexual (similar a "joder"). No obstante, el significado original sobrevive en términos como maavak mezuyan ("lucha armada") (מאבק מזוין), kokhot mezuyanim ("fuerzas armadas") (כוחות מזוינים) y beton mezuyan (בטון מזוין) ("hormigón armado").
Es una de varias letras hebreas que tienen un significado adicional como sustantivo. Los otros son: bet [ב  la segunda letra], cuyo nombre es una forma gramatical de la palabra 'casa' ( בית); vav [ו  la sexta], cuyo nombre significa 'gancho' (וו); kaf [כ  la 11.ª], cuyo nombre significa 'palma [de la mano]' o 'cucharada' (כף); 'ayin [ע la 16.ª], cuyo nombre significa 'ojo' (עין); pe [פ  la 17.ª], cuyo nombre significa 'boca' (פה); qof [ק  la 19.ª], cuyo nombre significa 'mono' u "ojo de aguja" (קוף); tav [ת  la 22ª], cuyo nombre significa 'marca' (תו), y varias otras letras hebreas, cuyos nombres son formas hebreas antiguas de sustantivos que todavía se usan, con un ligero cambio de forma o pronunciación, como sustantivos en hebreo moderno.

## Unicode
| Carácter      | ז                   | ז                   |
| ------------- | ------------------- | ------------------- |
| Unicode       | HEBREW LETTER ZAYIN | HEBREW LETTER ZAYIN |
| Codificación  | decimal             | hex                 |
| Unicode       | 1494                | U+05D6              |
| UTF-8         | 215 150             | D7 96               |
| Ref. numérica | &#1494;             | &#x5D6;             |